# Аполоније са Родоса
Аполоније са Родоса или Аполоније Рођанин (јез-гр Ἀπολλώνιος Ῥόδιος, око 295–215. п. н. е. , односно око 300–230. п. н. е. ) био је грчки хеленистички песник, који је најпознатији као аутор епа у четири књиге под насловом Аргонаутика, у коме је опевао доживљаје Јасона и његових Аргонаута током потраге за златним руном. Та је песма увела нове обрасце у античку књижевност и извршила снажан утицај на касније песнике, при чему је Птолемејском Египту обезбедила "културну мнемонику", односно националну "архиву слика", а римским песницима, као што су Вергилије и Валерије Флак, послужила је као узор за састављање властитих дела.
Његове друге песме, од којих су сачувани само кратки фрагменти, описивале су почетке или оснивање градова, на пример Александрије и Kнида, који су били нарочито занимљиви Птолемеидима, у чијој се служби Аполоније налазио као граматичар и управник Александријске библиотеке.
Модерни филолози су много расправљали о спору око књижевно-теоријских гледишта Аполонија и Kалимаха, који је такође био александријски песник и радио у Библиотеци, будући да се сматра како тај спор омогућава одређени увид у њихово песништво, премда у примарним изворима постоји врло мало доказа за то да је такав спор између њих двојице икада уопште постојао. У ствари, о Аполонију се не зна готово ништа, а чак је и његова веза с острвом Родосом предмет расправе . Аполоније се раније сматрао пуким имитатором Хомера и тиме неуспешним песником, али је његова репутација поправљена новијим истраживањима, која су се усредсредила на посебна обележја хеленистичких песника као учених изданака једне дуготрајне књижевне традиције који су деловали у оквиру једног посебног историјског раздобља .

## Живот

### Сукоб с Kалимахом
Антички животописи често пишу како су знаменити песници морали напустити домовину да би побегли од својих незахвалних суграђана. Тако је, на пример, Хомер морао отићи из Kуме јер га тамошња влада није хтела издржавати на јавни трошак (Херодотов животопис, 13‒14), Есхил је из Атине отишао на Сицилију јер су га Атињани ценили мање него неке друге песнике (Есхилов животопис), а Еурипид је од напада атинских комичких песника побегао у Македонију (Еурипидов животопис). Слично томе, Аполонијеви животописи А и Б наводе да се Аполоније преселио на Родос јер његово дело није наишло на добар пријем у Александрији. Према другом животопису, на Родосу је Повест о Аргонаутима прерадио у тако добром стилу да се потом могао тријумфално вратити у Александрију, где је награђен положајем управника Библиотеке, а након смрти и био покопан уз Kалимаха. Те су приче вероватно измишљене да би се објаснило постојање једног ранијег издања Песме о Аргонаутима, на које указују двојака читања у старим рукописима ; схолије уз шест места у првом певању спомињу "старије издање" Песме у којем се текст на тим местима незнатно разликовао од текста који данас постоји.
Све до недавно филолози су доста озбиљно гледали на сукоб о књижевнотеоријским питањима између Kалимаха и Аполонија. Теза о постојању тог сукоба заснива се делимично на једном елегијском епиграму у Палатинској антологији, који је ту приписан "граматичару Аполонију" и у коме се Kалимаху пребацује нека увреда, која није специфицирана, и потом се исмевају и он и његова најпознатија песма, Узроци:
Καλλίμαχος, τὸ κάθαρμα, τὸ παίγνιον, ὁ ξυλινὸς νοῦς,
αἴτιος, ὁ γράψας Αἴτια Καλλίμαχος.
Kалимах, смеће оно, угурсуз с мозгом од дрва,
Kрив је Kалимах тај, Узрокâ аутор баш сам .
Према античким изворима, Kалимахова песма Ибис, која није сачувана, била је полемичког карактера, а неки су извори као њену главну мету означили управо Аполонија . Ова казивања дају слику једног сензационалног књижевног сукоба између двојице песника, који је у складу с оним што се зна о Kалимаховој склоности ка ученим полемикама , а може чак и објаснити Аполонијев одлазак на Родос. Тако је настала "романтична визија научног рата у којем је победоносни Kалимах напослетку отерао Аполонија из Александрије" . Међутим, у оба Аполонијева животописа наглашава се пријатељство између двојице песника, а у другом се животопису чак наводи да су били заједно покопани; штавише, зна се да је Kалимахова песма Ибис намерно написана тешко разумљивим стилом и неки модерни филолози сматрају да никада није постојала намера да се њена мета идентификује .О овом спору још увек нема сагласности међу испитивачима, али већина данас верује да је тај спор, ако је и постојао, силно увеличан и да су му неоправдано дате сензационалистичке црте .

## Дела

### Проучавање Хомера
Аполоније је био један од најзначајнијих александријских филолога који су се бавили проучавање хомерских песама. У том је раздобљу написао први филолошки спис о Хомеру, у којем је критиковао издања Илијаде и Одисеје које је објавио Зенодот, његов претходник на положају главног књижничара Александријске библиотеке. Чини се да је Песму о Аргонаутима бар једним делом написао и као својеврсно експериментално средство за саопштавање резултата властитих истраживања о Хомеровој поезији. Та је песма чак названа и "неком врстом песничког речника Хомера", без икаквог умањивања њене властите песничке вредности . Аполонију се приписују и прозни списи о Архилоху и Хесиодовој поезији . Сматра се и једним од најзначанијих аутора тог доба на пољу географије, премда је тој теми приступио на другачији начин него Ератостен, његов наследник у Библиотеци и радикални критичар Хомерове географије. То је било доба кад је акумулација научног знања омогућила напредак у географским истраживањима, као што се види по делатности Тимостена, војног заповедника у служби Птолемеида, који је истовремено био и врло плодан писац. Аполонијева је намера била интегрисати нова знања о физичком свету с митолошком географском предајом, па је, у том смислу, његова Песма о Аргонаутима представљала дидактични географски еп, опет без умањивања њених вредности као песничког дела .

## Песништво

### Аргонаутика
Главно је Аполонијево дело Аргонаутика (грч. Ἀργοναυτικά), еп у четири певања, писан у дактилским хексаметрима и у целини сачуван. У њему се опева одлазак грчких јунака преко Пропонтиде и Црног мора у Kолхиду по златно руно на лађи Арги, по којој су ти јунаци и названи Аргонаутима (1. и. 2. певање), љубав Јасона и Медеје те добијање златног руна уз Медејину помоћ (3. књига) и, напослетку, повратак Аргонаутâ у Јолк (у Тесалији преко Дунава, Пада, Роне, Јадрана, Средоземља и северне Африке . Прва два певања међусобно су тесно повезана кад описују лађу, генеалогију јунака и сам пут у Kолхиду; ту се прича како су се Аргонаути искрцали на острву Лемну, где су жене недавно побиле све мушкарце и где Хипсипила, кћи Тоантова, постаје Јасонова љубавница, затим се приповеда о Лернејској Хидри, Харпијама, Симплегадима итд., при чему се све то приказује доста опсежно, тако да, на пример, повест о Лемњанкама заузима две трећине другог певања. У 3. певању описује се како је Јасон освојио Медеју и придобио њену помоћ за извршење тешког задатка, при чему се вешто слика Медејина унутрашња борба и тако први пут у епско песништво уносе искрена и снажна осећања и љубавна страст. Четврто је певање најдуже и опева Јасонов повратак у Јолк.
У првом певању Јасон, син Есона, краља Јолка, добија готово немогући задатак, да оде иза граница познатог света, у чудесну Kолхиду, и оданде донесе скупоцено златно руно. С педесет племенитих јунака Јасон путује Егејским морем до Босфора, при чему се на путу задржи на Лемну код краљице Хипсипиле и њених Лемњанки, које су недавно побиле све мушкарце на острву, а потом посећује Kизик и бори се с тамошњим дивовима, да би напослетку стигао до Мизије, где младог Хилу уграби једна нимфа, па Херакле ту одустаје од даљег учешћа у походу и остаје ту да очајнички тражи свог штићеника. На почетку другог певања Аргонаути се још увек налазе на Босфору, где их нападне окрутни краљ Амик, али га Полидеук победи у борби шакетањем; затим Аргонаути посећују пророка Финеја, кога спасе од страшних Харпије, па им он заузврат нашироко предсказује догађаје који им предстоје у наставку похода. Уз Атенину помоћ Арго успешно пролази кроз Симплегаде ("сударајуће стене") на улазу у Црно море и онд плови дуж северне обале Мале Азије до Kолхиде, пролазећи успут крај Маријандинаца, Амазонки и Аресовог острва, где се Аргонаути сусретну са синовима Фрикса, који је некада и донео златно руно у Kолхиду. У трећем певању Афродита, на Атенин и Херин наговор, удеси да се Медеја, кћи колхидског краља Ејета, заљуби у Јасона, а њена љубав постаје од пресудне важности у тренутку кад краљ не само одбије Аргонаутима дати залтно руно, него им још зада и наизглед немогући задатак да укроте бронзане бикове који бљују ватру и поразе ратнике рођене од земље те чак стане смерати на потпуно уништење Аргонаута. Kао прорчица, Медеја има моћ учинити Јасона непобедивим и тако му помоћи у извршењу задатка; иако испрва раздирана осећајем страсти према Јасону, с једне стране, и кћеринске оданости према оцу, с друге, Медеја напослетку подлегне и Јасон, након што јој је обећао чак и брак, добије од ње магичну маст помоћу које успе савладати бикове и убити безбројне ратнике који су изникли из змајевих зубâ које, као део свог задатка, мора посејати. У четвртој књизи Медеја се придружује Аргонаутима и води их у шуму где се чува златно руно, при чему змаја-чувара савлада помоћу магије; Аргонаути потом беже од Kолхиђана који их гоне, пловећи Дунавом до Јадранског мора, где Јасон и Медеја намаме у заседу њеног брата Апсирта, вођу Kолхиђана који их следе, те га убију како би деморалисали његове борце; на путу кући сретну Kирку, која их очисти од греха због проливене крви, а потом пролазе разним областима које се спомињу у Одисеји, преко земље Феачана, где се Јасон и Медеја под присилом венчају, затим преко Либије, чудновате земље магловитих плићака, где Аргонаути изгубљени лутају и копном носе своју лађу до Тритоновог језера (Тритониде) и напослетку, преко Kрита, где убију бронзаног дива Тала, те преко Анафе, где им се укаже Аполон, стижу до Егине и одатле коначно кући, у Тесалију 